# Collegio di Dagenham and Rainham
Dagenham and Rainham è un collegio elettorale situato nella Grande Londra, e rappresentato alla Camera dei comuni del Parlamento del Regno Unito. Elegge un membro del parlamento con il sistema first-past-the-post, ossia maggioritario a turno unico; l'attuale parlamentare è Margaret Mullane del Partito Laburista, che rappresenta il collegio dal 2024.

## Estensione

Dangenham and Rainham dal 2010 al 2024

Il collegio comprende i seguenti ward elettorali:
- 2010-2024: Whalebone, Chadwell Heath, Heath, Eastbrook, Village, River, che si trovano nel borgo londinese di Barking e Dagenham e Elm Park, Rainham and Wennington, South Hornchurch, che si trovano nel borgo londinese di Havering;
- dal 2024: i ward del borgo di Barking and Dagenham di Alibon; Beam; Chadwell Heath; Eastbrook and Rush Green; Goresbrook; Heath; Parsloes; Valence; Village e Whalebone e i ward del borgo di Havering di Beam Park; Elm Park; Rainham and Wennington; South Hornchurch e una piccola parte di Hacton.[1]

## Membri del parlamento
| Elezione | Elezione         | Deputato    | Partito   |
| -------- | ---------------- | ----------- | --------- |
|          | 2010             | Jon Cruddas | Laburista |
| 2024     | Margaret Mullane |             | Laburista |

## Elezioni

### Elezioni negli anni 2020
| Partito                    | Partito                                | Candidato                  | Risultati 4 luglio 2024 | Risultati 4 luglio 2024 |
| Partito                    | Partito                                | Candidato                  | Voti                    | %                       |
| -------------------------- | -------------------------------------- | -------------------------- | ----------------------- | ----------------------- |
|                            | Laburista                              | Margaret Mullane           | 16 571                  | 42,64                   |
|                            | Reform UK                              | Kevin Godfrey              | 9 398                   | 24,18                   |
|                            | Conservatore                           | Sam Holland                | 6 926                   | 17,82                   |
|                            | Verdi                                  | Kim Arrowsmith             | 4 184                   | 10,76                   |
|                            | Lib Dem                                | Francesca Flack            | 1 033                   | 2,66                    |
|                            | Indipendente                           | Terence London             | 755                     | 1,94                    |
|                            |                                        |                            |                         |                         |
| Iscritti                   | Iscritti                               | Iscritti                   | 76 478                  | 100,00                  |
| ↳ Votanti (% su iscritti)  | ↳ Votanti (% su iscritti)              | ↳ Votanti (% su iscritti)  | 38 867                  | 50,82                   |
| ↳ Astenuti (% su iscritti) | ↳ Astenuti (% su iscritti)             | ↳ Astenuti (% su iscritti) | 37 611                  | 49,18                   |
|                            |                                        |                            |                         |                         |
|                            | Esito: collegio confermato a Laburista |                            |                         |                         |

### Elezioni negli anni 2010
| Partito                    | Partito                                | Candidato                  | Risultati 12 dicembre 2019 | Risultati 12 dicembre 2019 |
| Partito                    | Partito                                | Candidato                  | Voti                       | %                          |
| -------------------------- | -------------------------------------- | -------------------------- | -------------------------- | -------------------------- |
|                            | Laburista                              | Jon Cruddas                | 19 468                     | 44,51                      |
|                            | Conservatore                           | Damian White               | 19 175                     | 43,84                      |
|                            | Brexit                                 | Tom Bewick                 | 2 887                      | 6,60                       |
|                            | Lib Dem                                | Sam Fisk                   | 1 182                      | 2,70                       |
|                            | Verdi                                  | Azzees Minott              | 602                        | 1,38                       |
|                            | Indipendente                           | Ron Emin                   | 212                        | 0,48                       |
|                            | Indipendente                           | Terry London               | 209                        | 0,48                       |
|                            |                                        |                            |                            |                            |
| Iscritti                   | Iscritti                               | Iscritti                   | 71 045                     | 100,00                     |
| ↳ Votanti (% su iscritti)  | ↳ Votanti (% su iscritti)              | ↳ Votanti (% su iscritti)  | 43 735                     | 61,56                      |
| ↳ Astenuti (% su iscritti) | ↳ Astenuti (% su iscritti)             | ↳ Astenuti (% su iscritti) | 27 310                     | 38,44                      |
|                            |                                        |                            |                            |                            |
|                            | Esito: collegio confermato a Laburista |                            |                            |                            |

| Partito                    | Partito                                | Candidato                  | Risultati 8 giugno 2017 | Risultati 8 giugno 2017 |
| Partito                    | Partito                                | Candidato                  | Voti                    | %                       |
| -------------------------- | -------------------------------------- | -------------------------- | ----------------------- | ----------------------- |
|                            | Laburista                              | Jon Cruddas                | 22 958                  | 50,08                   |
|                            | Conservatore                           | Julie Marson               | 18 306                  | 39,93                   |
|                            | UKIP                                   | Peter Harris               | 3 246                   | 7,08                    |
|                            | Verdi                                  | Denis Breading             | 544                     | 1,19                    |
|                            | Lib Dem                                | Jonathan Fryer             | 465                     | 1,01                    |
|                            | BNP                                    | Paul Sturdy                | 239                     | 0,52                    |
|                            | Concordia                              | Terence London             | 85                      | 0,19                    |
|                            |                                        |                            |                         |                         |
| Iscritti                   | Iscritti                               | Iscritti                   | 70 616                  | 100,00                  |
| ↳ Votanti (% su iscritti)  | ↳ Votanti (% su iscritti)              | ↳ Votanti (% su iscritti)  | 45 843                  | 64,92                   |
| ↳ Astenuti (% su iscritti) | ↳ Astenuti (% su iscritti)             | ↳ Astenuti (% su iscritti) | 24 773                  | 35,08                   |
|                            |                                        |                            |                         |                         |
|                            | Esito: collegio confermato a Laburista |                            |                         |                         |

| Partito                    | Partito                                | Candidato                  | Risultati 7 maggio 2015 | Risultati 7 maggio 2015 |
| Partito                    | Partito                                | Candidato                  | Voti                    | %                       |
| -------------------------- | -------------------------------------- | -------------------------- | ----------------------- | ----------------------- |
|                            | Laburista                              | Jon Cruddas                | 17 830                  | 41,42                   |
|                            | UKIP                                   | Peter Harris               | 12 850                  | 29,85                   |
|                            | Conservatore                           | Julie Marson               | 10 492                  | 24,37                   |
|                            | Verdi                                  | Kate Simpson               | 806                     | 1,87                    |
|                            | Lib Dem                                | Denise Capstick            | 717                     | 1,67                    |
|                            | BNP                                    | Tess Culnane               | 151                     | 0,35                    |
|                            | Indipendente                           | Terry London               | 133                     | 0,31                    |
|                            | Democratici                            | Kim Gandy                  | 71                      | 0,16                    |
|                            |                                        |                            |                         |                         |
| Iscritti                   | Iscritti                               | Iscritti                   | 69 128                  | 100,00                  |
| ↳ Votanti (% su iscritti)  | ↳ Votanti (% su iscritti)              | ↳ Votanti (% su iscritti)  | 43 050                  | 62,28                   |
| ↳ Astenuti (% su iscritti) | ↳ Astenuti (% su iscritti)             | ↳ Astenuti (% su iscritti) | 26 078                  | 37,72                   |
|                            |                                        |                            |                         |                         |
|                            | Esito: collegio confermato a Laburista |                            |                         |                         |

| Partito                    | Partito                                      | Candidato                  | Risultati 6 maggio 2010 | Risultati 6 maggio 2010 |
| Partito                    | Partito                                      | Candidato                  | Voti                    | %                       |
| -------------------------- | -------------------------------------------- | -------------------------- | ----------------------- | ----------------------- |
|                            | Laburista                                    | Jon Cruddas                | 17 813                  | 40,27                   |
|                            | Conservatore                                 | Simon Jones                | 15 183                  | 34,33                   |
|                            | BNP                                          | Michael Barnbrook          | 4 952                   | 11,20                   |
|                            | Lib Dem                                      | Joseph Bourke              | 3 806                   | 8,60                    |
|                            | UKIP                                         | Craig Litwin               | 1 569                   | 3,55                    |
|                            | Indipendente                                 | Gordon Kennedy             | 308                     | 0,70                    |
|                            | Cristiano                                    | Paula Watson               | 305                     | 0,69                    |
|                            | Verdi                                        | Debbie Rosaman             | 296                     | 0,67                    |
|                            |                                              |                            |                         |                         |
| Iscritti                   | Iscritti                                     | Iscritti                   | 69 764                  | 100,00                  |
| ↳ Votanti (% su iscritti)  | ↳ Votanti (% su iscritti)                    | ↳ Votanti (% su iscritti)  | 44 232                  | 63,40                   |
| ↳ Astenuti (% su iscritti) | ↳ Astenuti (% su iscritti)                   | ↳ Astenuti (% su iscritti) | 25 532                  | 36,60                   |
|                            |                                              |                            |                         |                         |
|                            | Esito: collegio a Laburista (nuovo collegio) |                            |                         |                         |

## Risultati dei referendum

### Referendum sulla permanenza del Regno Unito nell'Unione europea del 2016
|             | Collegio             | Lasciare UE % | Rimanere in UE % |
| ----------- | -------------------- | ------------- | ---------------- |
|             | Dagenham and Rainham | 69,9%         | 30,1%            |
| Inghilterra | 53,3%                | 46,7%         |                  |
| Regno Unito | 51,9%                | 48,1%         |                  |